# Hallarna

Forum des Halles efter ombyggnaden.

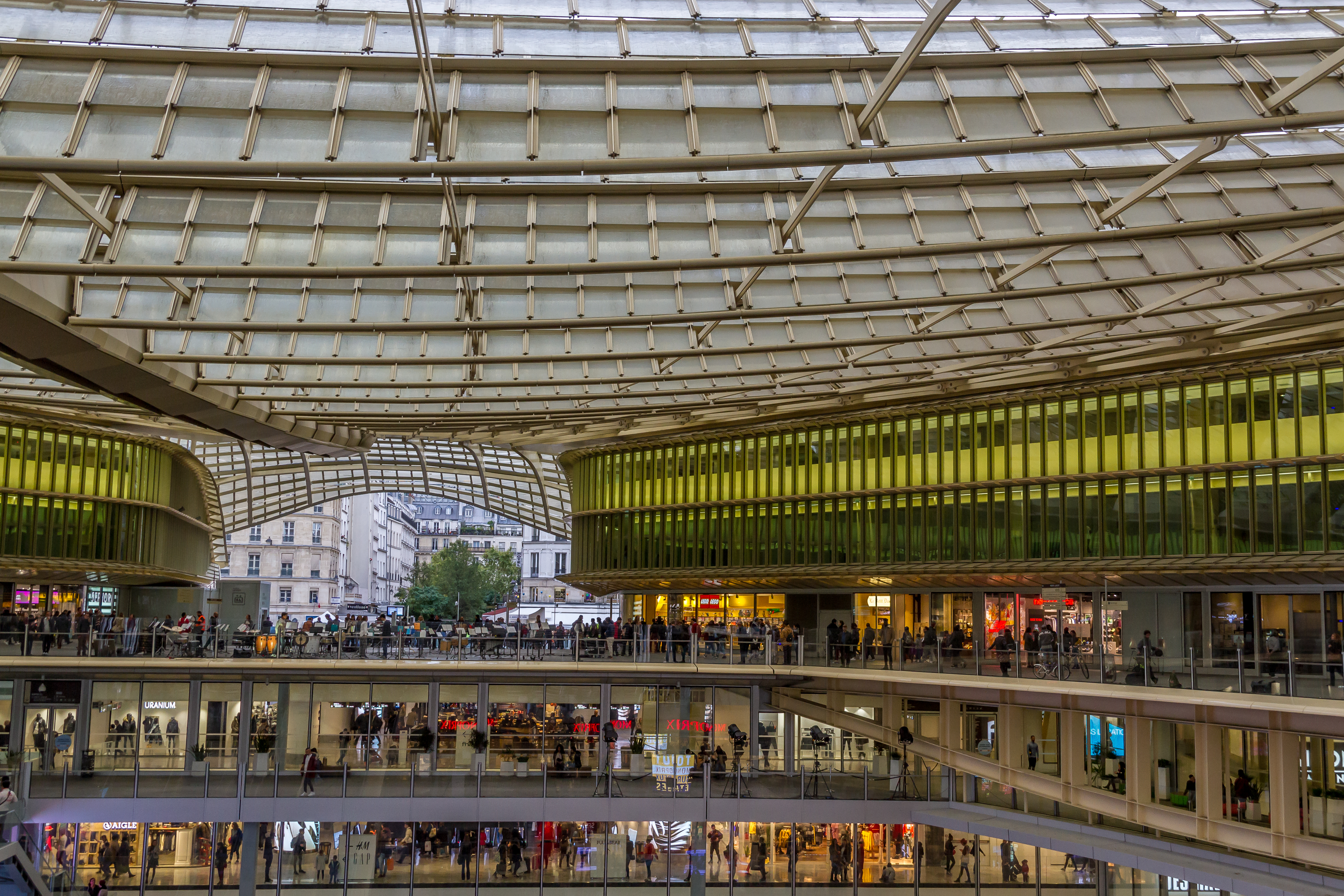
Insidan av Forum des Halles.

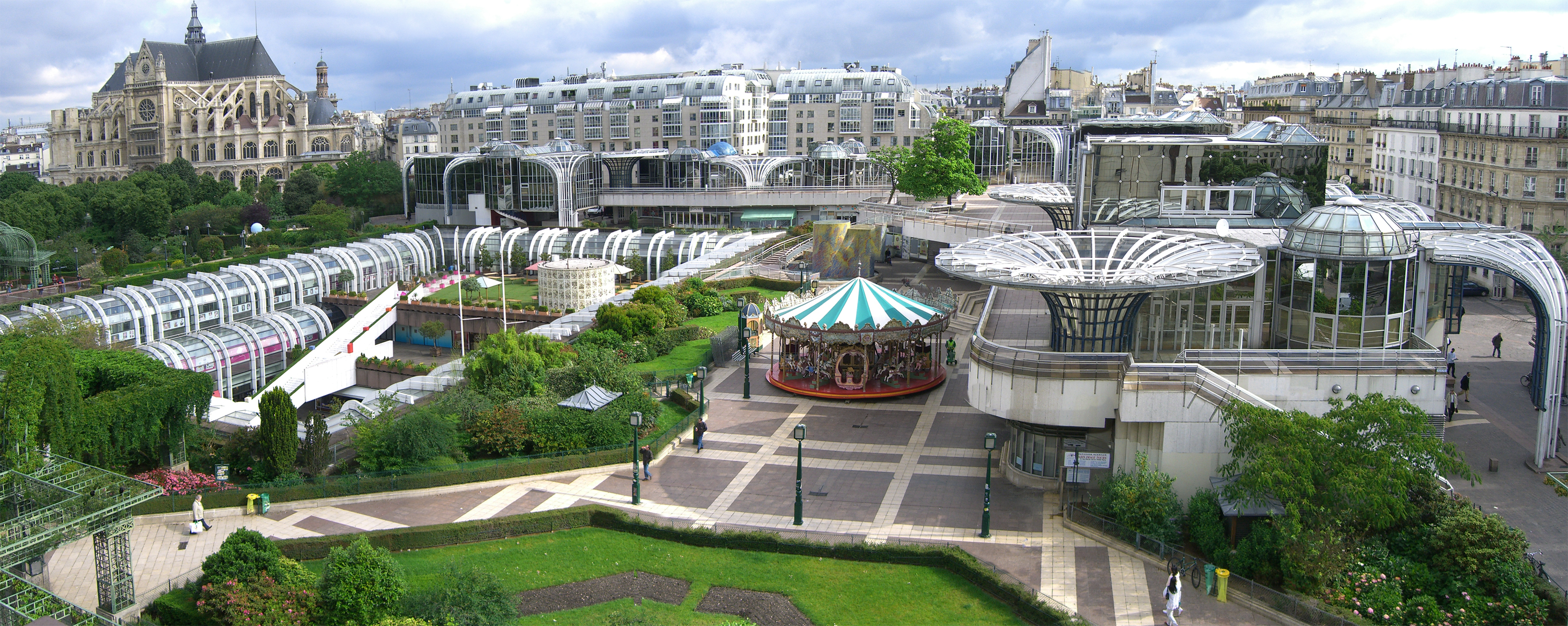
Forum des Halles 2007 innan ombyggnationen.

Hallarna (Les Halles, franskt uttal: [le al], inga "s" uttalas alltså) var tidigare ett stort marknadscentrum för grönsaker, kött och andra färskvaror i centrala Paris, uppfört på medeltiden. Byggnaderna från mitten av 1800-talet revs 1971 på grund av att de många lastbilar som varje morgon transporterade marknadsvarorna till Hallarna förpestade luften i innerstaden. Marknadsplatsen ersattes med ett stort underjordiskt kontors- och shoppingcentrum, Forum des Halles, i flera plan.
De klassiska Hallarna har skildrats bland annat i Émile Zolas roman Hallarna (Le Ventre de Paris) från 1873.

## Forum des Halles
Forum des Halles invigdes 1979 och verksamheten i de gamla grossisthallarna flyttades ut utanför stadsmurarna. Forum des Halles utgör i likhet med Centre Pompidou ett stycke modern arkitektur som kontrasterar mot de äldre byggnader som stadskärnan annars utgörs av. Under 2004 togs förslag in från olika internationella arkitektbyråer för en total ombyggnad av köpcentret, vilken även innefattade RER-stationen Châtelet-Les Halles som ligger under Forum des Halles samt den park som täcker ytan i markplanet. Det nya Forum des Halles invigdes 2018.

## Kommunikation
Mellan Forum des Halles och Place du Châtelet ligger centralstationen för Paris pendeltåg, Châtelet-Les Halles samt för Paris tunnelbana Châtelet. I närheten ligger även metrostation Les Halles.

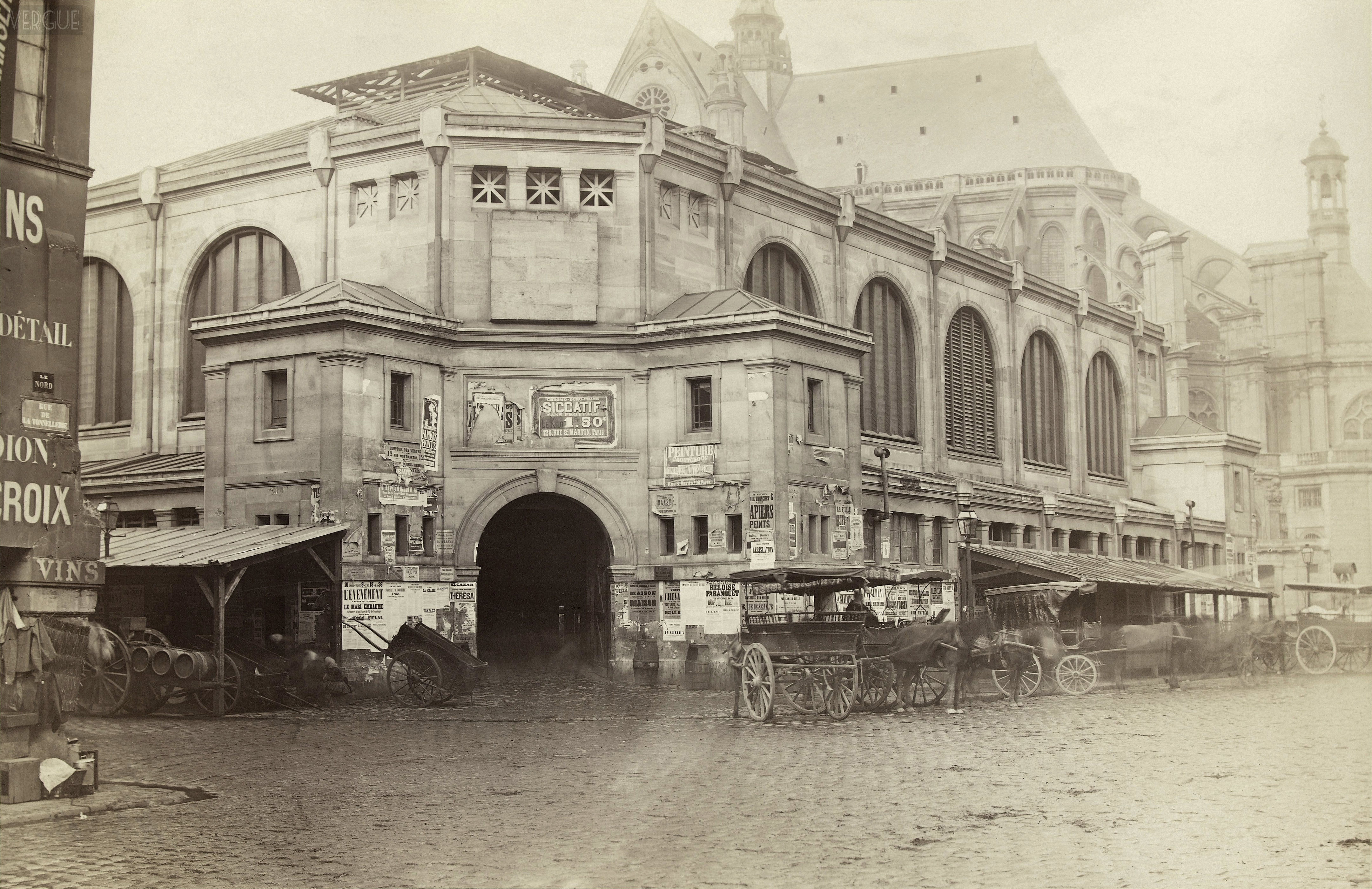
Les Halles 1866.
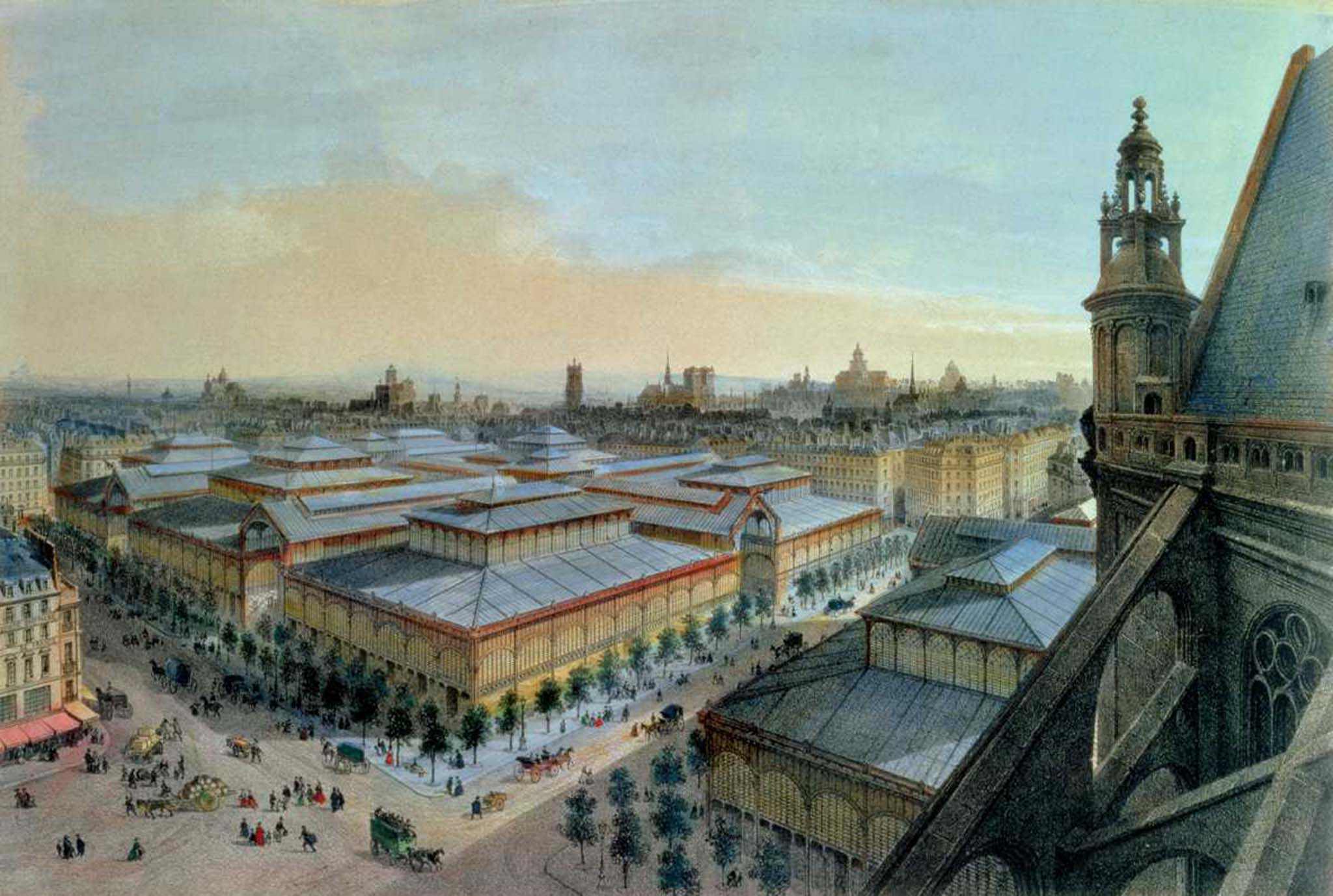
Les Halles 1870.
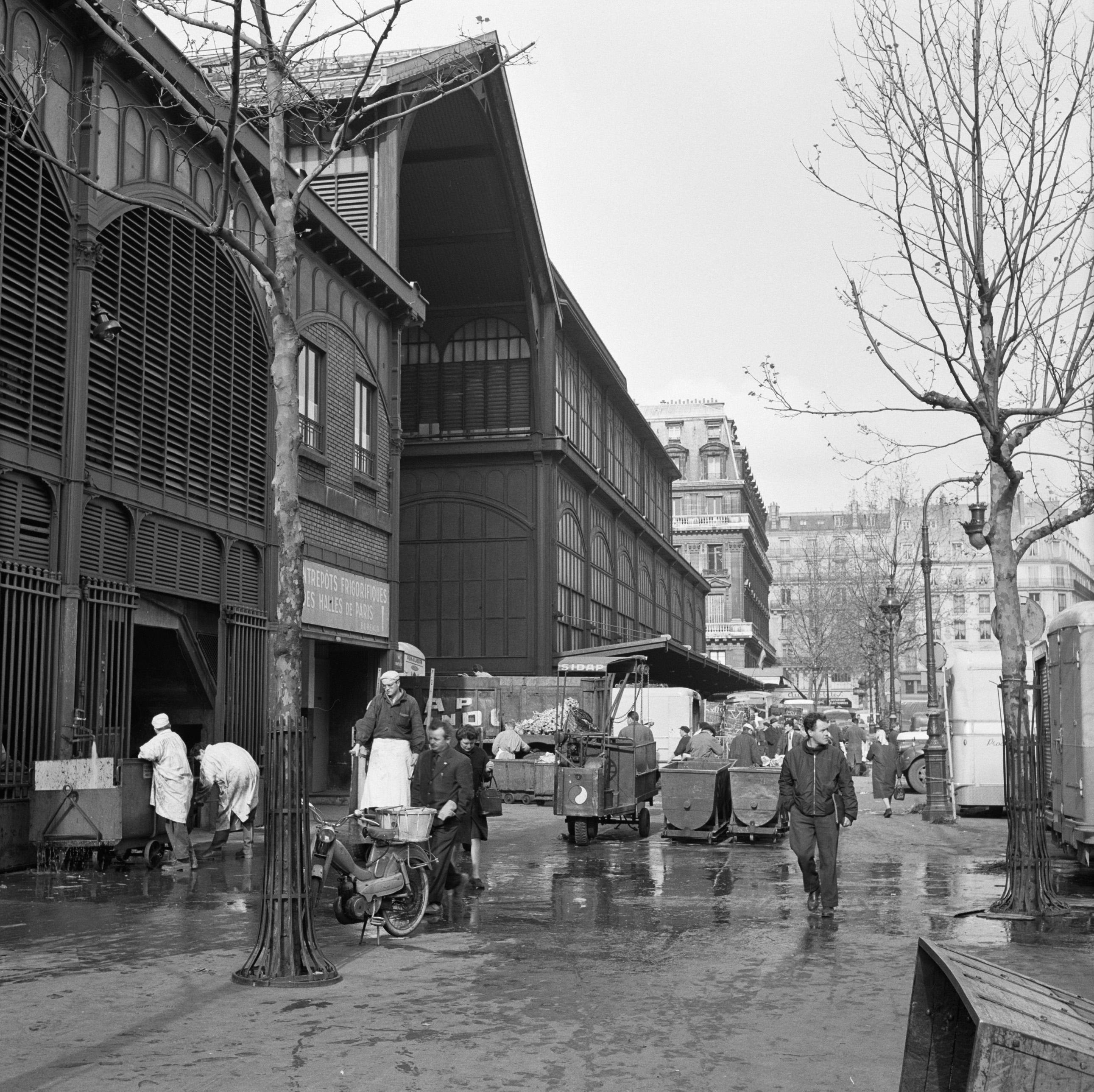
Les Halles 1965.